# マイリトルポニー 〜最高のプレゼント〜
マイリトルポニー 〜最高のプレゼント〜（My Little Pony: Best Gift Ever）は、クリスマスをテーマにした特別番組。テレビアニメ『マイリトルポニー〜トモダチは魔法〜』に基づいており、シーズン8と9の間を描いている。

## あらすじ
ポニービルのポニーたちは、ハースウォーミングイブの準備で大忙し。やることが多すぎてパニックになっているトワイライトのために、今年はくじ引きで決めたたった1人の相手にだけプレゼントを用意しようとアップルジャックが提案する。簡単そうに思えたこの計画だが、最高のプレゼントをあげようと考えすぎてしまい、全員とんでもないトラブルに巻き込まれていく。

## キャスト
| キャラクター           | 英語版声優                 | 日本語版声優 |
| ---------------------- | -------------------------- | ------------ |
| トワイライトスパークル | タラ・ストロング           | 塙真奈美     |
| ピンキーパイ           | アンドリア・リブマン       | みすずりえ   |
| レインボーダッシュ     | アシュレイ・ボール         | 和泉忍       |
| アップルジャック       | アシュレイ・ボール         | 小川夏実     |
| ラリティ               | タバサ・セント・ジェルマン | 田端佑佳奈   |
| フラッターシャイ       | アンドリア・リブマン       | 尾崎未來     |
| スパイク               | キャシー・ウェーゼルク     | 小場玲奈     |
| ディスコード           | ジョン・デ・ランシー       | 上住谷崇     |
| シャイニングアーマー   | アンドリュー・フランシス   | 土居伸之     |
| プリンセスケイデンス   | ブリット・マキリップ       | 池ヶ谷華菜子 |
| アップルブルーム       | ミシェル・クリバー         | 尾崎未來     |
| スクータルー           | マドレーヌ・ピーターズ     | 奥野恵梨奈   |
| スウイティーベル       | クレア・コーレット         | ?            |